# Елизаветовка (Гродовская поселковая община)
Елизаветовка (укр. Єлизаветівка) — село на Украине, находится в Покровском районе Донецкой области.
Код КОАТУУ — 1422783003. Население по переписи 2001 года составляет 113 человек. Почтовый индекс — 85344. Телефонный код — 623.